# Полицеймако, Марина Витальевна
Мари́на Вита́льевна Полицейма́ко (10 февраля 1938, Ленинград  — 10 сентября 2024,  Москва) — советская и российская актриса театра и кино, заслуженная артистка РСФСР (1988).

## Биография
Родилась 10 февраля 1938 года в Ленинграде в семье актёра Ленинградского Большого драматического театра Виталия Павловича Полицеймако (1906—1967) и актрисы Нового театра Евгении Михайловны Фиш (1907—1986), первой эстрадной партнёрши Александра Менакера. Была единственным ребёнком в семье. Во время Великой Отечественной войны была с родителями эвакуирована в Киров.
Окончила Театральное училище имени Б. В. Щукина.
С 1965 года и до конца жизни — актриса московского Театра на Таганке.
Острохарактерная актриса, ветеран Театра на Таганке. Играла эксцентричных героинь второго плана в фильмах «Табачный капитан» (дебют в кино), «Вам что, наша власть не нравится?!», «Клуб женщин», «Дом дураков».
Ведущая актриса в труппе Юрия Любимова. Обладая своеобразными внешними данными, Полицеймако играла преимущественно характерные и комедийные роли. В то же время с блеском играла драму и трагедию, социальную философию и историческую достоверность.

### Смерть
Скончалась 10 сентября 2024 года в Москве в возрасте 86 лет.
Церемония прощания прошла в Театре на Таганке 12 сентября. Похоронена на Троекуровском кладбище Москвы рядом с мужем Семёном Фарадой (уч. № 6).

### Семья
Первый муж — режиссёр Игорь Павлоградский. Сын Юрий (род. 1959) живёт в ЮАР.
Второй муж — актёр театра и кино Семён Фарада (1933—2009). Сын — Михаил Полицеймако (род. 1976), актёр театра и кино.

## Творчество

### Роли в театре

#### Театр на Таганке
- 1964 — «Добрый человек из Сезуана» по пьесе Бертольта Брехта «Добрый человек из Сычуани». Постановка Юрия Любимова — госпожа Шин
- 1965 — «Десять дней, которые потрясли мир» Д. Рида. Постановка Юрия Любимова
- 1965 — «Павшие и живые», сценическая композиция Ю. Любимова, Д. Самойлова, В. Грибанова. Постановка Ю. Любимова — мать Багрицкого
- 1966 — «Жизнь Галилея» Б. Брехта. Постановка Ю. Любимова — госпожа Сарти
- 1967 — «Пугачёв» С. Есенина. Постановка Ю. Любимова — Двор, Плакальщицы
- 1967 — «Послушайте!» В. Маяковского. Постановка Ю. Любимова
- 1968 — «Тартюф» Ж.-Б. Мольера. Постановка Ю. Любимова — госпожа Пернель
- 1971 — «Что делать?» Н. Чернышевского. Постановка Ю. Любимова
- 1971 — «А зори здесь тихие» Б. Васильева. Постановка Ю. Любимова — Лиза Бричкина
- 1972 — «Под кожей статуи свободы» Е. Евтушенко. Постановка Ю. Любимова — Студентка-толстушка
- 1972 — «Товарищ, верь…» Ю. Любимова, Л. Целиковской — за Арину Родионовну, за Карамзину
- 1979 — «Преступление и наказание» по Ф. Достоевскому. Постановка Ю. Любимова — Лизавета
- 1980 — «Дом на набережной» Ю. Трифонова. Постановка Ю. Любимова — Юлия Михайловна
- 1981 — «Три сестры» А. Чехова. Постановка Ю. Любимова — Ольга[16]
- 1989 — «Живой» Б. Можаева. Постановка Ю. Любимова — Настя
- 1990 — «Самоубийца» Н. Эрдмана. Постановка Ю. Любимова — Мария Лукьяновна
- «Медея» Еврипида. Постановка Ю. Любимова — Кормилица
- 1996 — «Подросток» по Ф. Достоевскому. Постановка Ю. Любимова — Татьяна Павловна, Бандерша
- 1997 — «Братья Карамазовы (Скотопригоньевск)» по Ф. Достоевскому. Постановка Ю. Любимова — Хохлакова, Первая Мать
- 2000 — «Хроники» У. Шекспира. Постановка Ю. Любимова — герцогиня Йоркская
- 2007 — «Горе от ума — Горе уму — Горе ума» А. Грибоедова. Постановка Ю. Любимова — Графиня Хрюмина (бабушка)
- 2008 — «Замок» Ф. Кафки. Постановка Ю. Любимова — Мицци, жена Старосты, Старуха (родители Варнавы)
- 2009 — «Сказки» Х. К. Андерсена, О. Уайльда, Ч. Диккенса. Постановка Ю. Любимова — Мать Мэй миссис Филдинг
- 2012 — «Калека с Инишмана» Мартин МакДонах. Постановка Сергея Федотова — мама ДжонниПатинМайка

### Роли в кино
- 1972 — Табачный капитан — Гликерия Капитоновна Жулёва
- 1973 — А вы любили когда-нибудь? — эпизод
- 1973 — Райские яблочки — проститутка
- 1973 — Фредерик Моро — сплетница
- 1980 — Откуда в траве рыба? (к/м)
- 1984 — Успех — Галя
- 1985 — Сорочинская ярмарка (телеспектакль) — Хивря
- 1986 — Михайло Ломоносов — Анна Иоанновна
- 1987 — Клуб женщин — Лидия Михайловна
- 1988 — Запретная зона — Миновалова
- 1988 — Артистка из Грибова — Стручкова
- 1988 — Вам что, наша власть не нравится?!
- 1988 — «У войны не женское лицо» (телеспектакль)
- 1988 — «Ералаш» (выпуск № 66, сюжет «Кошмар»)[17] — учительница
- 1989 — Процесс — Алла Ломакина, подсудимая
- 1990 — Система «Ниппель» — Лилечка
- 1990 — Сто дней до приказа — женщина в поле
- 1990 — Карьер — Евсеевна
- 1990 — Попугай, говорящий на идиш — пани Лапидус
- 1992 — Фиктивный брак — Степанида, фиктивная жена
- 1999 — Женщин обижать не рекомендуется — мама Бориса
- 1999—2003 — Простые истины (сериал) — Юлия Юрьевна, учительница
- 2001 — Когда её совсем не ждёшь
- 2001 — Московские окна (сериал) — бабушка
- 2001 — Дальнобойщики (5-я серия «Дочь олигарха») — администраторша
- 2001 — Всё, что ты любишь… — дама с собачкой
- 2002 — Дом дураков — Вика
- 2003 — Лучший город Земли — бабушка
- 2003 — На углу у Патриарших-3 — Рагозина
- 2004 — МУР есть МУР — тётя Роза Гольдин
- 2005 — Операция «Эники-беники»
- 2005 — Атаман — Анфисаайд
- 2005 — Даша Васильева. Любительница частного сыска-4 — Дарья Алтуфьева
- 2006 — Спасатели. Затмение — мама Вени
- 2006 — Три полуграции — Сара, мать Вени
- 2006 — Бес в ребро, или Великолепная четвёрка (сериал) — Белла Ицковна, мама Фимы
- 2007 — Глянец — секретарша в журнале
- 2007 — У реки — Клавдия Петровнва Конькова
- 2008 — Большая разница — бабушка Ивана
- 2008 — Криминальное видео — Ева Сергеевна
- 2008 — Срочно в номер-2 — Варвара Степановна
- 2008 — Цыганочка с выходом — бабушка Злата, мать Васи Мадянова
- 2008 — И всё-таки я люблю… — Бася Моисеевна, мать Леонида Когана
- 2009 — Тайная стража. Смертельные игры — сотрудница интерната Галкина
- 2010 — Сыщик Самоваров — Капитолина Петровна
- 2010 — Москва. Центральный округ-3 — Шагане Левоновна
- 2011 — Дом с башенкой — старушка в шляпе
- 2011 — Мой папа Барышников — бабушка
- 2012-2018 — Деффчонки — бабушка Кати Швиммер
- 2015 — Песнь песней — эпизод

### Киножурнал «Фитиль»
- 1988 — Выпуск № 312 (новелла «Поучительная экскурсия») — экскурсовод
- 1991 — Выпуск № 348 (новелла «Отравление по…») — жена (нет в титрах)
- 2004 — Выпуск № 9 (новелла «Полезный совет») — бабушка

## Телевидение
2013 — «Дом вверх дном» (ТВ Центр) — мать Михаила Полицеймако

## Признание и награды
- Заслуженная артистка РСФСР (1988).
- Почётный деятель искусств города Москвы.